# Lauren Stam
Pour les articles homonymes, voir Stam.
Lauren Stam est une joueuse néerlandaise de hockey sur gazon née le 30 janvier 1994 à Amsterdam. Elle a remporté avec l'équipe des Pays-Bas la médaille d'or du tournoi féminin aux Jeux olympiques d'été de 2020 à Tokyo.